# 中部地方廣場大廈
中部地方廣場大廈（日语：ミッドランドスクエア），正式名稱為豐田·每日大樓（日语：豊田・毎日ビルディング），是位於日本愛知縣名古屋市中村區的摩天大樓，為名古屋站站前地標之一。其建地由豐田汽車、每日新聞社、東和不動產（豐田集團成員）共同所有。地上47層、地下6層，樓高247公尺，高度超越附近的JR中央大廈，成為中部地方第一高樓，目前亦為日本第9高大樓。大樓在2003年動工、2006年落成啟用。整棟大樓主要分為辦公室、4層購物中心、影城等3部份。而44至46樓設空中迴廊（Sky Promenade），是日本第二高露天觀景台。每晚7點至9點半期間設「光と霧演出」表演。

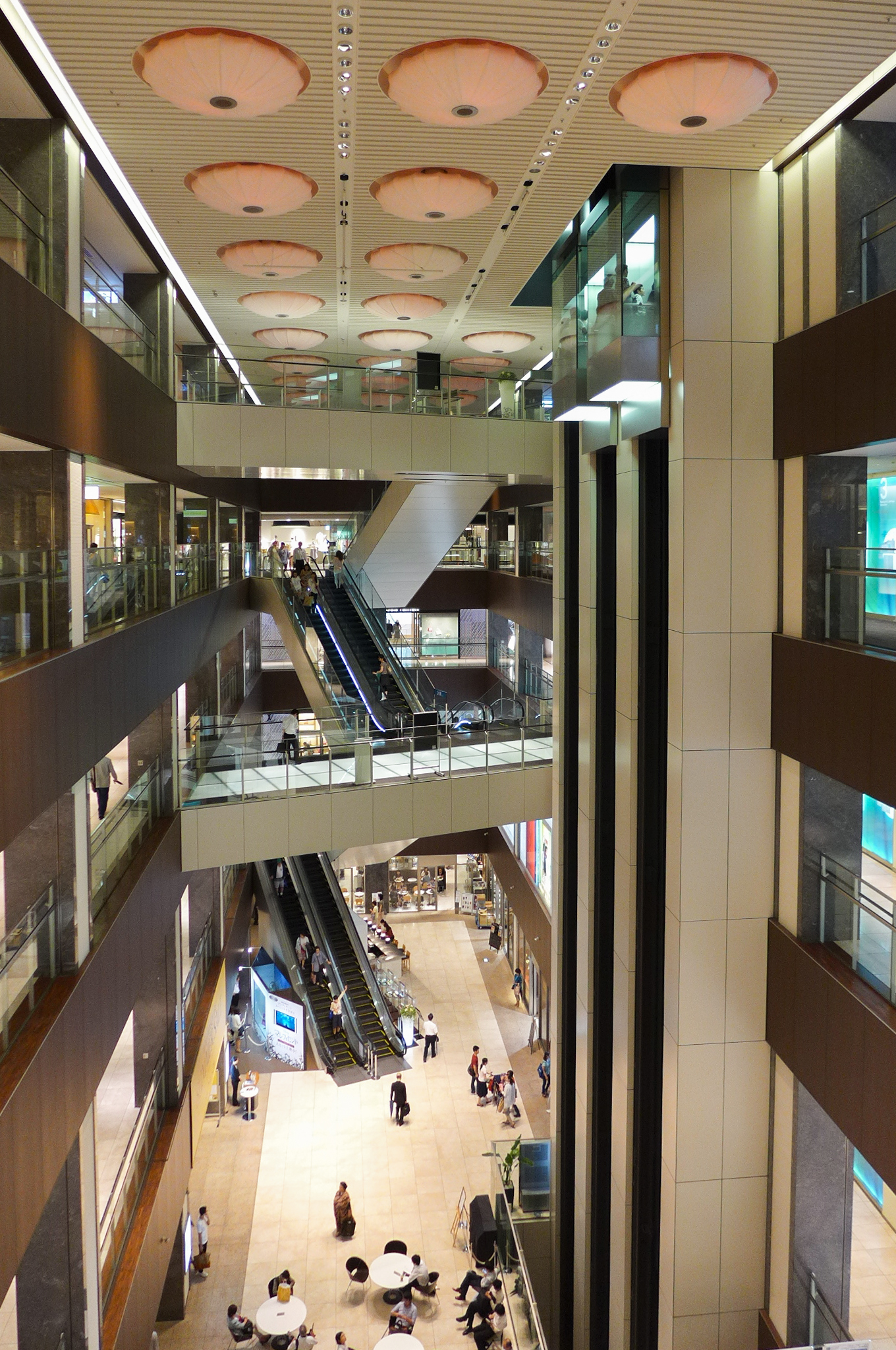
商場
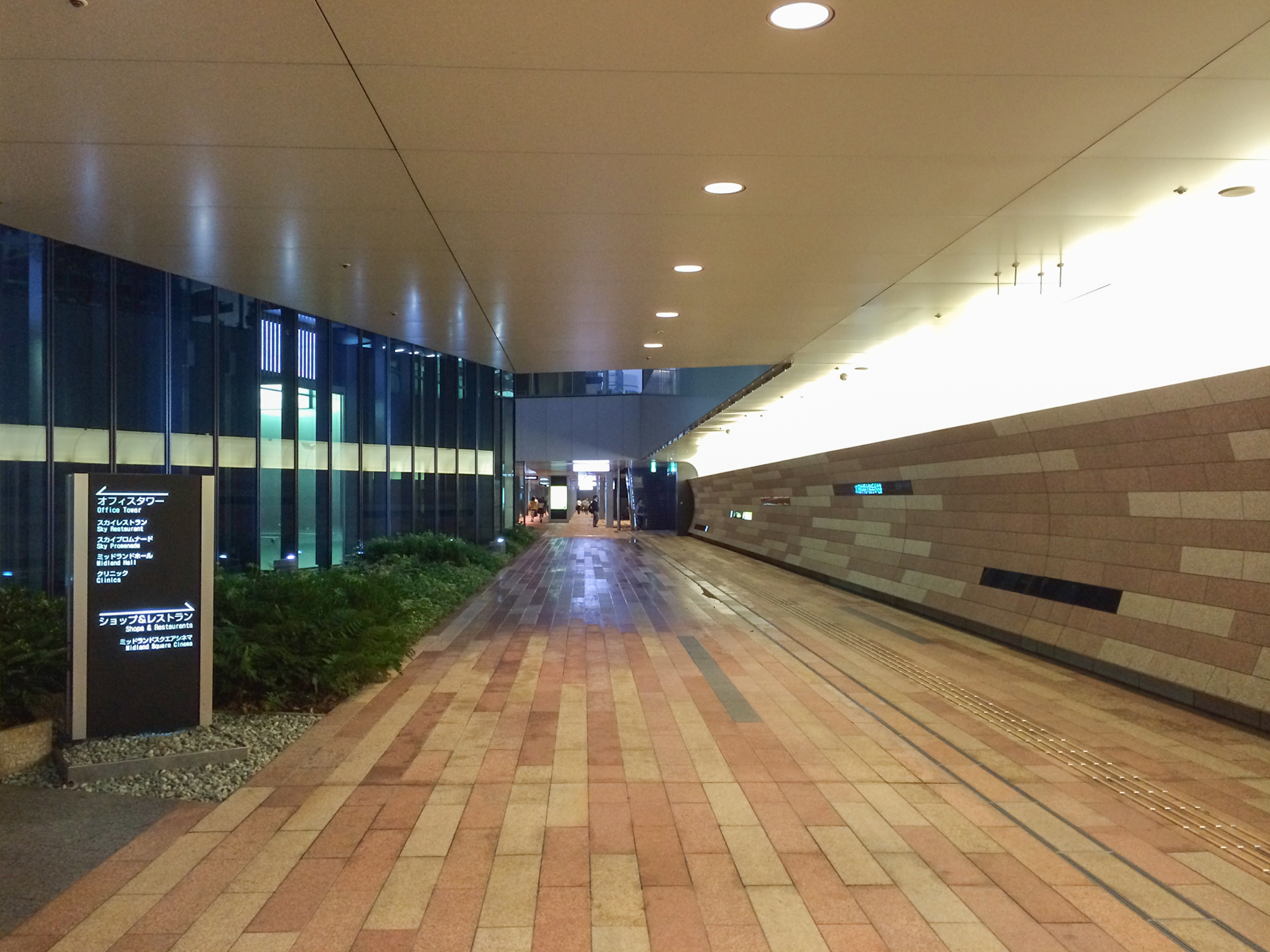
地庫入口
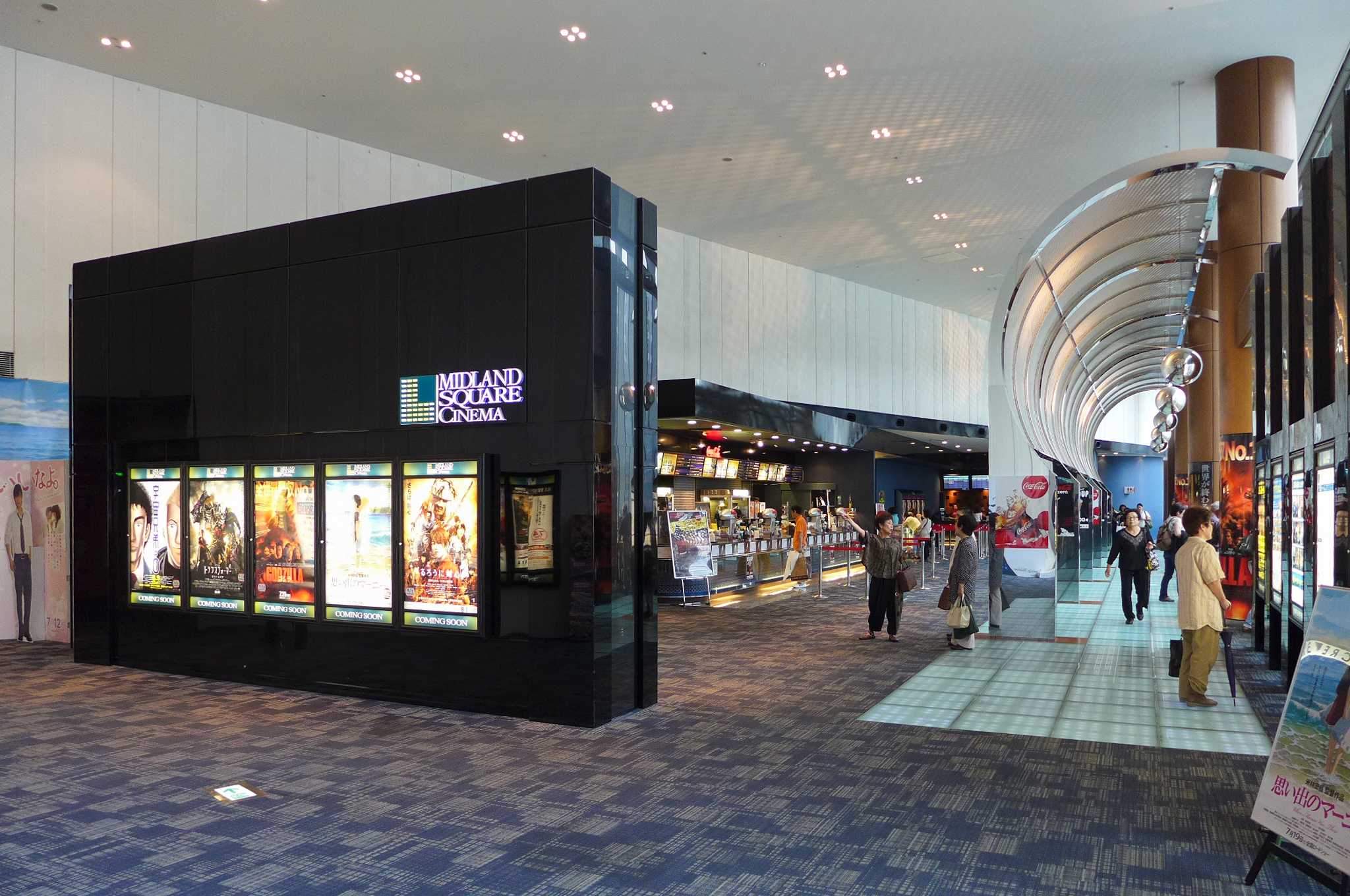
5樓Midland Square Cinema
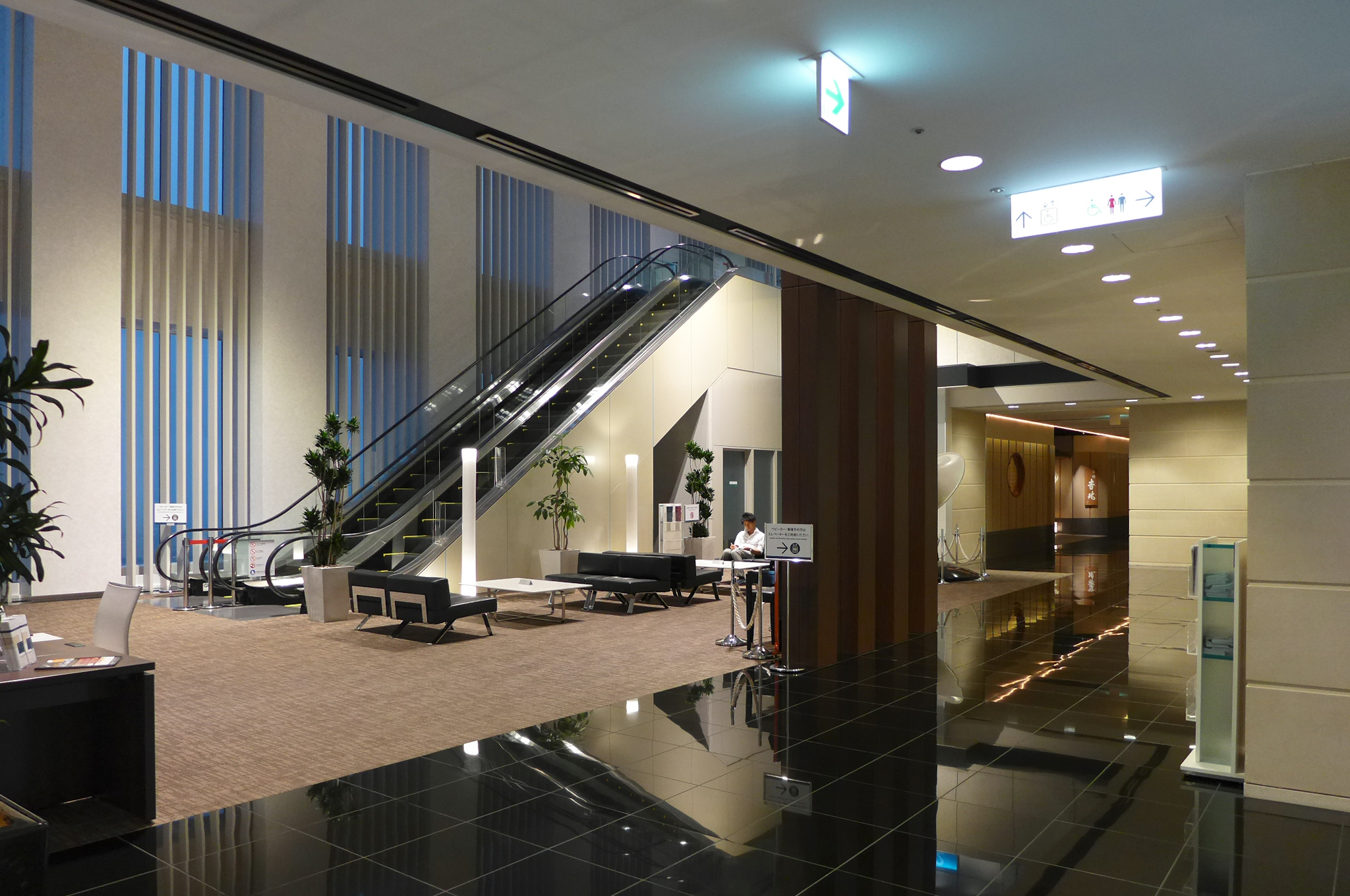
42樓空中大堂
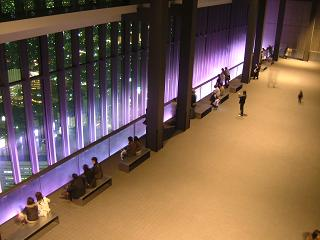
44至46樓設空中迴廊露天觀景台

## 週邊設施
- 名古屋站
- JR中央大廈
- 名鐵名古屋站
- 近鐵名古屋站
- 名古屋大廈公司
- 大名古屋大廈
- 愛知縣産業勞動中心

## 外部參考
- ミッドランドスクエアホームページ
- 名駅四丁目7番地区優良建築物等整備事業（页面存档备份，存于）